# Le Vagabond de Kantō
Pour plus de détails, voir Fiche technique et Distribution.
Le Vagabond de Kantō (関東無宿, Kantō mushuku) est un film japonais réalisé par Seijun Suzuki, sorti le 23 novembre 1963.

## Synopsis
Katsuta du clan Izu, qui s'est fait voler son territoire les uns après les autres par le clan Yoshida, tente de reconstruire le clan pour rivaliser avec le clan Yoshida. Katsuta reçoit l'ordre de son patron de rechercher une femme nommée Hanako.

## Fiche technique
- Titre : Le Vagabond de Kantō
- Titre original : 関東無宿 (Kantō mushuku?)
- Titre anglais : Kanto Wanderer
- Réalisation : Seijun Suzuki
- Scénario : Yasutarō Yagi (ja), d'après le roman Chitei no uta (地底の歌?) de Taiko Hirabayashi
- Photographie : Mine Shigeyoshi
- Décors : Takeo Kimura
- Musique : Masayoshi Ikeda
- Société de production : Nikkatsu
- Pays d'origine :  Japon
- Langue originale : japonais
- Format : couleur - 2,35:1 Cinémascope - mono - 35 mm
- Genre : yakuza eiga et action
- Durée : 93 minutes (métrage : huit bobines - 2 526 m[3])
- Date de sortie :
  - Japon : 23 novembre 1963[3]

## Distribution
- Akira Kobayashi : Mitsuo Katsuta
- Chieko Matsubara : Tokiko Izu
- Taiji Tonoyama : Sōta Izu
- Tōru Abe : Yoshida
- Sanae Nakahara : Hanako
- Yūnosuke Itō : Hachi Okaru